# Daigo Kobayashi
Daigo Kobayashi (n. 19 februarie 1983) este un fotbalist japonez.

## Statistici
| Japonia | Japonia | Japonia |
| An      | Meciuri | Goluri  |
| ------- | ------- | ------- |
| 2006    | 1       | 0       |
| Total   | 1       | 0       |